# Alcea abchazica
Alcea abchazica är en malvaväxtart som beskrevs av Modest Mikhaĭlovich Iljin. Alcea abchazica ingår i släktet stockrosor, och familjen malvaväxter. Inga underarter finns listade i Catalogue of Life.